# Asma Houli
Asma Houli (née le 30 décembre 1976), est une joueuse d'échecs algérienne, vainqueur du championnat d'Afrique d'échecs féminin en 2001.

## Palmarès en compétitions individuelles

### Parcours dans les compétitions africaines
En 2001, au Caire, en Égypte, elle remporte le championnat d'Afrique d'échecs féminin. En 2003, à Abuja, au Nigéria, elle se classe troisième lors de l'édition suivante de ce même championnat,.

### Parcours en championnat du monde féminin
Dans les années 2000, Asma Houli participe  au championnat du monde d'échecs féminin qui se joue à élimination directe :
- Lors du championnat du monde d'échecs féminin 2000 au premier tour perdu contre Rakhil Eidelson[4],
- Lors du championnat du monde d'échecs féminin 2001 au premier tour perdu contre Maïa Tchibourdanidzé[5],
- Lors du championnat du monde d'échecs féminin 2004 au premier tour perdu contre Svetlana Matveïeva[6].

## Parcours avec la sélection nationale

### Parcours lors des olympiades féminines
Asma Houli joue pour l'Algérie lors des Olympiades d'échecs féminines :
- en 1992, au troisième échiquier lors de la 30e Olympiade d'échecs qui se déroule à Manille, aux Philippines (5 victoires (+5), 2 matchs nuls (= 2), 7 défaites (-7)),
- en 2002, deuxième échiquier lors de la 35e Olympiade d'échecs qui se déroule à Bled, en Slovénie (+4, = 5, -4).

### Parcours lors des jeux africains
En 2003, elle joue pour l'Algérie dans le tournoi d'échecs des Jeux africains et remporte des médailles d'or en équipe et en individuel.